# Готье, Роже
Роже Готье (фр. Roger Gautier; 11 июля 1922, Париж — 25 мая 2011, Ним) — французский гребец, серебряный призёр Олимпийских игр в Хельсинки (1952).
Выступал за парижский клуб US Métro. На летних Олимпийских играх в Хельсинки (1952) в составе национальной сборной стал серебряным призёром в соревнованиях четвёрок без рулевого с результатом 7:18,9.